# Études en sciences de l'information en France
La formation des professionnels de l'information en France est surtout assumée par les universités, pour la formation des journalistes, par les écoles de journalisme reconnues par la profession et, pour la formation des archivistes, par l'école nationale des chartes.

## Formations

### Formations en communication ou généralistes
En France, l'offre de formation en sciences de l'information et de la communication s'est beaucoup étoffée ces dernières années : des seuls DUT en « Techniques de l'information et de la communication » des années 1970, on est passé aux DEUG et licences dans les années 1980 (remplacés eux-mêmes par les Licences LMD en 2005), aux maîtrises et DEA ou DESS (remplacés par les Masters LMD en 2005) et aux doctorats.
Un grand nombre d'écoles supérieures, souvent privées, offrent également des diplômes qui pourraient s'apparenter à la discipline. L'absence de « crédits européens » (ECTS) ainsi qu'une très grande hétérogénéité des contenus empêchent malheureusement une libre circulation des étudiants : quand on est dans le privé, même conventionné par l'État, il est difficile de réintégrer le public.
Dans une étude de 2011, les diplômes de sciences de l'information et de la communication sont classées en deuxième place pour les "filières sciences humaines et sociales où l'on réussit" : les diplômés en SIC font état de 90 % de taux d'insertion, 66 % en CDI, et 93 % à temps plein.
De nombreux diplômes ressortissent à la discipline des « Sciences de l'information et de la communication » (71e section du CNU) :

#### Licence en «Information et communication»
Il y en a une trentaine en France, qui préparent tant à la poursuite d'études qu'à l'entrée dans le monde du travail. En 2007, il y avait treize licences disciplinaires à offrir les trois années en formation initiale, et seize diplômes offrant la seule année de spécialisation L3 à des étudiants venant d'autres disciplines avec un Bac + 2.
Il existe également près d'une centaine de licences professionnelles, sous des appellations diverses (la mention « Activités et techniques de communication » regroupe 64 formations recensées par l'ONISEP)

#### Bachelor universitaire de technologie en «Information et communication»
Il existe 19 bachelors universitaire de technologie (BUT) en « Information – Communication », avec quatre options : « Communication d’entreprise », « Journalisme », « Métiers du livre », « Gestion de l'information et du document dans les organisations, ou un BUT « Métiers du multimédia et de l'Internet » (MMI, qui remplace le DUT « Services et réseaux de communication » (SRC) depuis 2013).

#### Brevet de technicien supérieur en «Communication»
Il existe plus d'une centaine de formations de brevets de technicien supérieur (BTS) en « Communication », en « Communication et industries graphiques », en « Design graphique » (s'appelait « Communication visuelle » avant 2013), et en « Métiers de l'audiovisuel ». Selon les chiffres de l'ONISEP (2012), il y a 150 formations qui préparent en France au BTS en « Communication », 119 au BTS en « Communication visuelle », 97 au BTS « Métiers de l'audiovisuel », et 44 au BTS en « Communication et industries graphiques ».

#### Master en «Information et communication»
En France, il existe plus de 400 masters en « Information et communication », durant alors deux ans (1re et 2e année).
Une trentaine de masters préparent au Certificat d'aptitude au professorat de l'enseignement du second degré (CAPES) en documentation, et permet de devenir professeur-documentaliste et responsable de Centre de Documentation et d'Information (CDI) dans un collège ou un lycée. L'école des hautes études en sciences de l'information et de la communication (CELSA), en partenariat avec l'INSPÉ Sorbonne Université, délivre un master « Information et communication », parcours « Métiers de professeur documentaliste ».
Écoles et instituts universitaires délivrant un master en sciences de l'information et de la communication :
- l'École des hautes études en sciences de l'information et de la communication (CELSA) de Sorbonne Université, est une grande école qui propose un master en sciences de l'information et de la communication avec 6 parcours en étude des médias et de la communication, ainsi qu'un parcours en journalisme, reconnu par la CPNEJ ;
- l'Institut français de presse (IFP), est un département universitaire de l'université Paris 2 Panthéon-Assas qui propose un master en sciences de l'information et de la communication avec 5 parcours en étude des médias et de la communication, ainsi qu'un parcours en journalisme, reconnu par la CPNEJ ;
- l'École de journalisme et de communication d'Aix-Marseille (EJCAM), est une école interne de l'université d'Aix-Marseille qui propose 2 masters en sciences de l'information et de la communication et un master en journalisme, reconnu par la CPNEJ.
- l'Institut de la communication et des médias (ICM), est un département universitaire de l'université Paris 3 Sorbonne Nouvelle qui propose un master en sciences de l'information et de la communication, dont un parcours généraliste et un parcours en journalisme culturel.
- l'Institut des sciences de l'information et de la communication (ISIC) de l'université Bordeaux-Montaigne.

#### Doctorat en «Information et communication»
À l'université, un doctorat en sciences de l'information et de la communication, notamment à l'Institut français de presse (IFP), dans le cadre de son Centre d'analyse et de recherche interdisciplinaire sur les médias (CARISM), ou à l'école des hautes études en sciences de l'information et de la communication (CELSA) dans le cadre de son Groupe de recherches interdisciplinaires sur les processus d’information et de communication (GRIPIC)

### Formations en journalisme
En France, il existe de nombreuses formations en sciences de l'information et de la communication, parcours « Journalisme ». Au total, quelque 83 formations au journalisme, pour la plupart reconnues par l'État mais donc non reconnues par la profession, existent en France. Quatorze formations d'écoles de journalisme sont reconnues par la Commission paritaire nationale de l'emploi des journalistes.

## Formation en sciences de l'information et des bibliothèques
En France, les sciences de l'information et des bibliothèques sont enseignées au niveau master par l'École nationale supérieure des sciences de l'information et des bibliothèques (ENSSIB), située à Villeurbanne mais aussi par certaines universités. Celles-ci proposent également d'autres formations niveau licence ou DUT.
Les domaines enseignés sont les suivants :
- bibliothèques et centres de documentation (types d'établissements, missions et fonctions, politiques publiques, construction, finances, statistiques et évaluation) ;
- publics et services (repérage et analyse des publics, management des services et des ressources humaines, action culturelle) ;
- collections et documents (indexation, catalogage, normes, formats, classifications, recherche documentaire, politiques documentaires, histoire du livre et des médias, conservation et mise en valeur des documents anciens, économie de l'information, droit de l'information) ;
- informatique (informatique générale, systèmes informatisés de gestion de bibliothèque, documents numériques, internet, bureautique).

## Formations initiales en archivistique

### Licences
- université d'Angers :
  - Licence de sciences humaines et sociales, mention histoire, parcours Patrimoine écrit, option Archives.
  - Licence professionnelle Traitement et gestion des archives et des bibliothèques.
- université de Dijon : Licence professionnelle Communication et Information en ressources documentaires et bases de données, mention Archives et Patrimoines Industriels, Culturels et Administratifs (APICA)[5]
- université de Mulhouse : Licence professionnelle Ressources documentaires et bases de données, mention Gestion de l'information des archives et de la documentation.
- université de Toulouse II : Licence professionnelle Information-communication, mention Archives.

### Masters
- École nationale des chartes : master de sciences humaines et sociales, spécialité nouvelles technologies appliquées à l'histoire.
- université d'Aix-Marseille : master professionnel de sciences humaines et sociales, mention histoire et humanités, spécialité métiers des archives, des bibliothèques et de la documentation.
- université d'Amiens : master professionnel de sciences humaines et sociales, mention histoire, spécialité métiers des archives et technologies appliquées.
- université d'Angers : master professionnel de sciences humaines et sociales, mention histoire, géographie, document, spécialité histoire et métiers des archives et bibliothèques, parcours histoire et métiers des archives.
- université de Dijon : master professionnel de sciences humaines et sociales, mention Cultures, sociétés, espaces : mondes modernes et contemporains, spécialité archives des XXe et XXIe siècles européens : du papier au numérique.
- université de Caen : master professionnel de sciences humaines et sociales, mention histoire, spécialité gestion et mise en valeur des ressources patrimoniales.
- université de Lille : master professionnel de sciences humaines et sociales, mention sciences historiques, spécialité administration générale et patrimoniale, parcours archivistique et monde du travail.
- université de Lyon III : master de sciences humaines et sociales, mention histoire, spécialité métiers des archives.
- université de Mulhouse : master professionnel de sciences humaines et sociales, mention information et communication, spécialité archivistique.
- université de Poitiers : master professionnel, mention information-communication spécialité documentation (esDOC)
- université de Toulouse II : master professionnel ingénierie documentaire et édition, parcours archives et images.
- université de Versailles-Saint-Quentin-en-Yvelines : master professionnel de culture, humanités et sciences des sociétés, mention histoire culturelle et sociale, spécialité métiers de la culture, archives.

### Autres diplômes
- École nationale des chartes : diplôme d'archiviste paléographe. Bien qu'il s'agisse du plus ancien (1829) diplôme d'archiviste en France, il n'est pas directement professionnalisant. Pour accéder aux fonctions de conservateur d'archives, les chartistes doivent intégrer l'institut national du patrimoine, qui délivre le diplôme de conservateur du patrimoine.

### Formations continues
L'Association des archivistes français offre toute une palette de formations spécifiques.